# Prasophyllum apoxychilum
Prasophyllum apoxychilum är en orkidéart som beskrevs av David Lloyd Jones. Prasophyllum apoxychilum ingår i släktet Prasophyllum och familjen orkidéer.
Artens utbredningsområde är Tasmanien. Inga underarter finns listade i Catalogue of Life.